# Tiniroto
Tiniroto is een klein dorp aan de weg van Gisborne naar Wairoa in het oostelijk deel van het Noordereiland van Nieuw-Zeeland.

## Geografie
Tiniroto ligt 61 km van Gisborne en 44 km van Wairoa aan de Tiniroto Road (Tiniroto-weg; de voormalige SH36; SH=“State Highway” = rijksweg). De Tiniroto Road is de weg die door het binnenland loopt, in tegenstelling tot de SH2, een grotere weg van Gisborne naar Wairoa, die dichter langs de kust loopt.
Als men langs de Tiniroto Road rijdt, komend vanuit Gisborne, gaat men eerst over de “Poverty Bay Flats” (de vlakte van Poverty Bay). Na een paar km begint de weg te klimmen, om na 24 km de Gentle Annie top te passeren. Deze top is 360 m hoog en biedt een panoramisch uitzicht over Poverty Bay en Gisborne.
Na 29 km is er een klein plaatsje, dat Waerenga-o-kuri heet.
De weg daalt nu af naar het dal van de Hangaroa rivier.
Na 53 km leidt een onverharde zijweg naar Doneraille Park. Voorbij Tiniroto loopt de Tiiroto Road noordelijk en westelijk langs Mt. Whakapunake (961 m high).
Na 70 km komt men in Te Reinga, vlak bij de plaats waar de Hangaroa River en de Ruakituri River samenkomen en een grote waterval vormen: Te Reinga Falls.
In Frasertown, 8 km van Wairoa, sluit de Tiniroto Road aan op de SH38, die van Rotorua, Murapara en Lake Waikaremoana komt.

## De meren
Tiniroto betekent “veel meren” in het Māori. Er zijn een aantal meren rondom Tiniroto, die zijn ontstaan door aardverschuivingen, duizenden jaren geleden.
Het grootste meer ligt vlak bij het dorp. Op het grondgebied van Hackfalls Station bevinden zich twee meren: Lake Karangata (met een oppervlakte van ca. 10 ha) en Lake Kaikiore (ca. 5 ha).
Er zijn in de omgeving nog een aantal meren. Alle meren lenen zich goed voor het vissen op forel.

## De tavern en de school
In Tiniroto is een school, en een tavern (café), annex postkantoor. De tavern biedt ook verblijfsaccommodatie.

## Hackfalls Arboretum
Enkele kilometers buiten Tiniroto heeft Bob Berry een bomentuin gesticht: Hackfalls Arboretum. Het arboretum beslaat een oppervlakte van ca. 50 ha en biedt huisvesting aan een verzameling van rond de 4000 bomen.